# Орос, Иштван
Иштван Орос (венг. Orosz István; род. 24 октября 1951, Кечкемет, Венгрия) — венгерский художник-график и художник-мультипликатор. Наиболее известен работами в области оптического искусства, использующими различные оптические иллюзии и изображающими невозможные фигуры, рисунки с двойным смыслом и анаморфозы.

## Биография

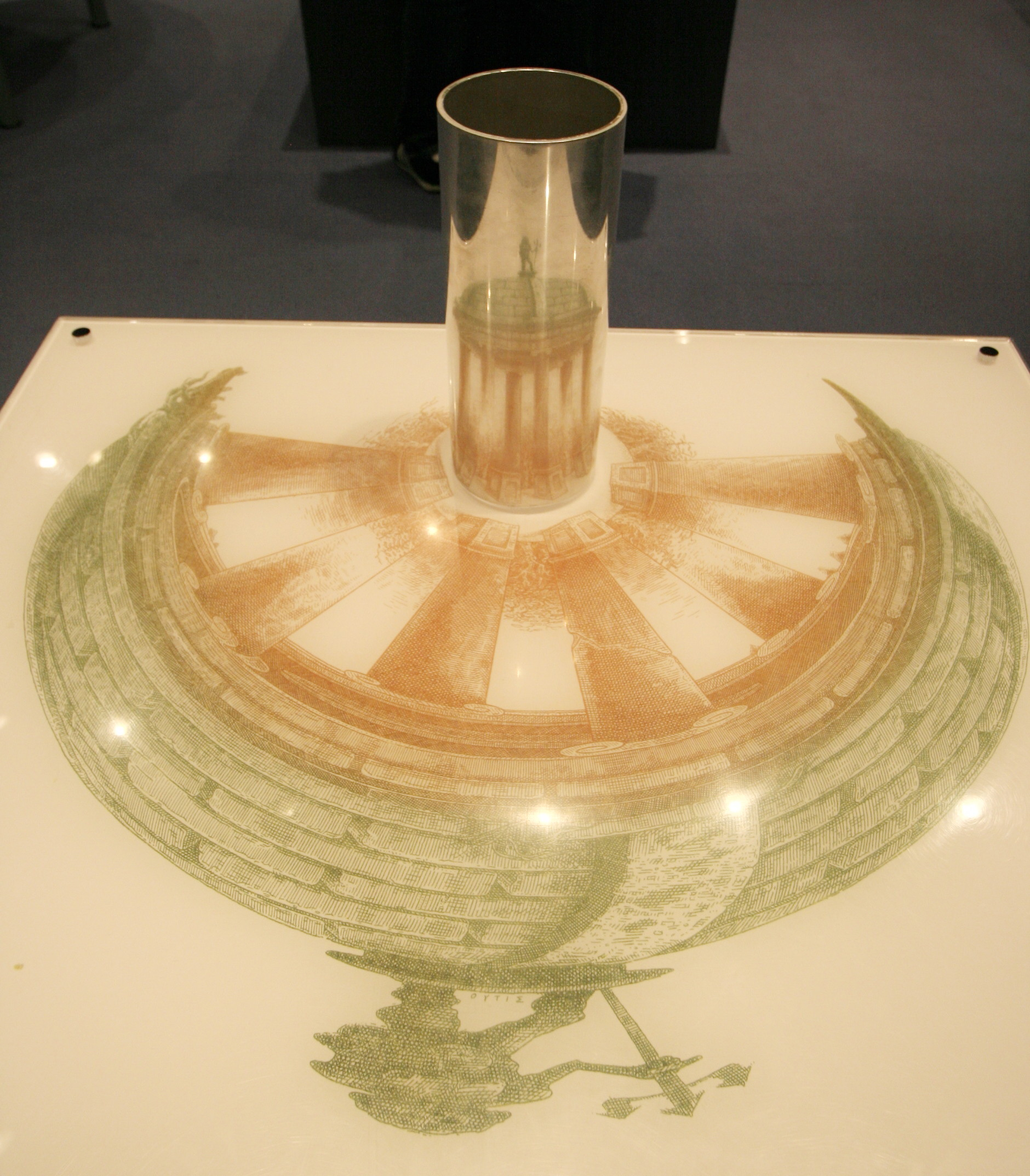
Одна из работ

Профессиональное образование Иштван Орос получил в Венгерском университете изобразительных искусств в Будапеште. Одним из его преподавателей был Эрнё Рубик — изобретатель, создавший в 1974 году знаменитую механическую головоломку, пользующуюся популярностью и по сей день, «Кубик Рубика». Окончив его в 1975 году, Орос начал работать в театре, как сценограф, декоратор и актёр, а также увлёкся искусством анимации. Позже, когда его интересы переместились в область прикладной графики, он начал делать театральные, выставочные и киноплакаты.
Иштван Орос лауреат пятой «Золотой Пчелы»
Он регулярный участник всех главных международных биеннале (Брно, Варшава, Тояма, Форт-Коллинс, Лахти). Сотрудничает в качестве режиссёра с киностудией Паннония (студия). Иногда Иштван Opoc читает лекции в качестве приглашённого преподавателя в своей alma mater, Венгерском университете изобразительных искусств в Будапеште.

## Анаморфозы
Анаморфозы Иштвана Ороса можно увидеть только при помощи специальных приспособлений — конических или цилиндрических зеркал, которые устанавливаются непосредственно в область картины с двойным смыслом. В отражении этих зеркал взору предстаёт изображение, совершенно непохожее на то, что мы видим на оригинальной картине.
Самый известный анаморфоз художника называется «Таинственный остров» (Mysterious Island). На ней изображён морской берег и расходящиеся в стороны волны, открывающие взору двух странников, стоящих на берегу, морское дно и обломки затонувшего корабля. Взглянув на отражение этой картины в цилиндрическом зеркале, мы увидим портрет любимого писателя художника — Жюля Верна.

## Каталоги и монографии
- OYTIΣ — Orosz István. Balassi Kiadó, Budapest, 1994.
- István Orosz, Exhibition Book, Hammerpress — GrafikArchive, Kansas City, 1998.
- Vladislav Rostoka: István Orosz / Posters. Rabbit&Solution, Bratislava, 2002.
- Al Seckel: Masters of Deception Sterling Publishing Co. New York, 2004.
- Deep Down — István Orosz. Catalogue of the «Orosz bij Escher» exhibition, The Hague, 2004.
- Clouds for Polonius. Ernst Múzeum, Budapest, 2006.
- István Orosz: Vision of Design. Index Books / Hesign, Berlin — Shanghai, 2007.
- István Orosz: The Drawn Time (A lerajzolt idő), 2008.
- István Orosz: Chess in the Island, 2016.
- István Orosz: Time Sights (Az idő látképei), 2016.
- Иштван Орос выставка в Санкт-Петербурге: графика, плакаты, анаморфозы , 2018.

## Признание
- 1991 — Main Prize of «Mediawave» Film Festival, Дьёр
- 2000 — Creative Distinction Award of European Design Annual, Дублин
- 2001 — Gold medal at the Annual Exhibition of Society of Illustrators, Нью-Йорк
- 2005 — Main Prize of the KAFF Animated Film Festival, Кечкемет
- 2007 — Plakat Kunst Hof Ruettenscheid Prize, Эссен
- 2011 — Премия имени Кошута